# Посмішка

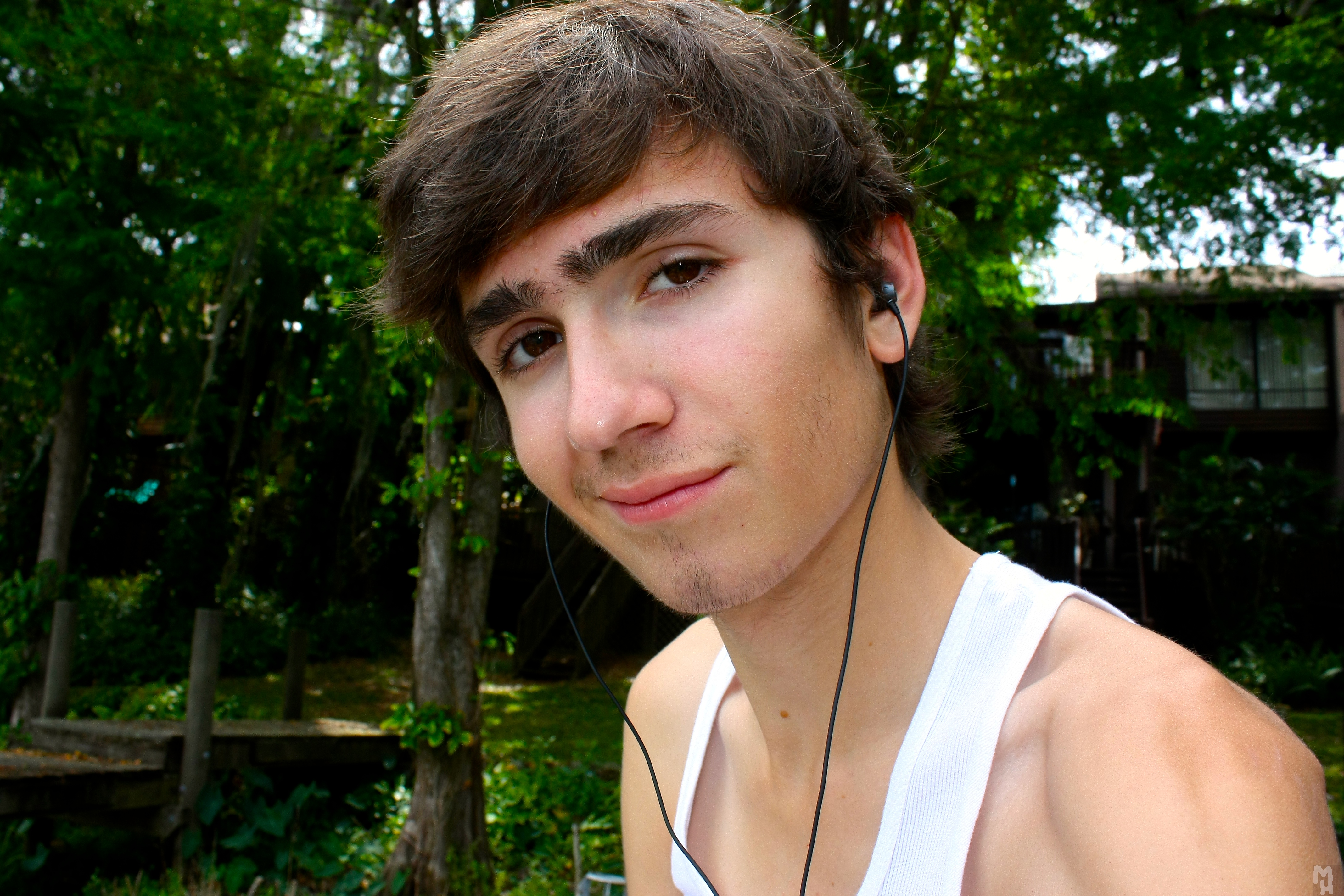
Самовдоволена посмішка

Посмішка (синоніми: насмішка, посміх) — невербальний елемент, при якому вираз обличчя, губ та очей часто відбиває іронію, насмішку (глузування, сарказм), і рідше — глум, знущання. Використовується для відтворення комунікативних намірів.
Конфігурація м'язів обличчя під час посмішки визначається трохи підійнятими куточками рота (одним чи обома), а також рухом, завдяки якому така конфігурація досягається. Особливу роль у творенні посмішки відіграє погляд очей.

## Мовна стилістика
Часом вживається помилково як синонім до слова усмішка, хоча насправді усмішка-посмішка це паронімічна пара.
За твердженням мовознавців, зокрема Олександра Пономарева, слово посмішка в основному своєму значенні пов'язане з поняттям глузування, кепкування і до нього пасують епітети іронічна, скептична, глузлива тощо, в той час, як слово усмішка навпаки — виражає насамперед доброзичливе ставлення.